# Karl Dannemann
Karl Dannemann (Brema, 22 marzo 1896 – Berlino, 4 maggio 1945) è stato un attore tedesco.

## Filmografia parziale
- Krach um Jolanthe, regia di Carl Froelich (1934)
- Le colonne della società (Stützen der Gesellschaft), regia di Douglas Sirk (1935)
- Giovanna d'Arco (Das Mädchen Johanna), regia di Gustav Ucicky (1935)
- Crepuscolo di gloria (Rembrandt), regia di Hans Steinhoff (1942)